# Acalypha fredericii
Acalypha fredericii är en törelväxtart som beskrevs av Johannes Müller Argoviensis. Acalypha fredericii ingår i släktet akalyfor, och familjen törelväxter. Inga underarter finns listade i Catalogue of Life.